# Julianenburg

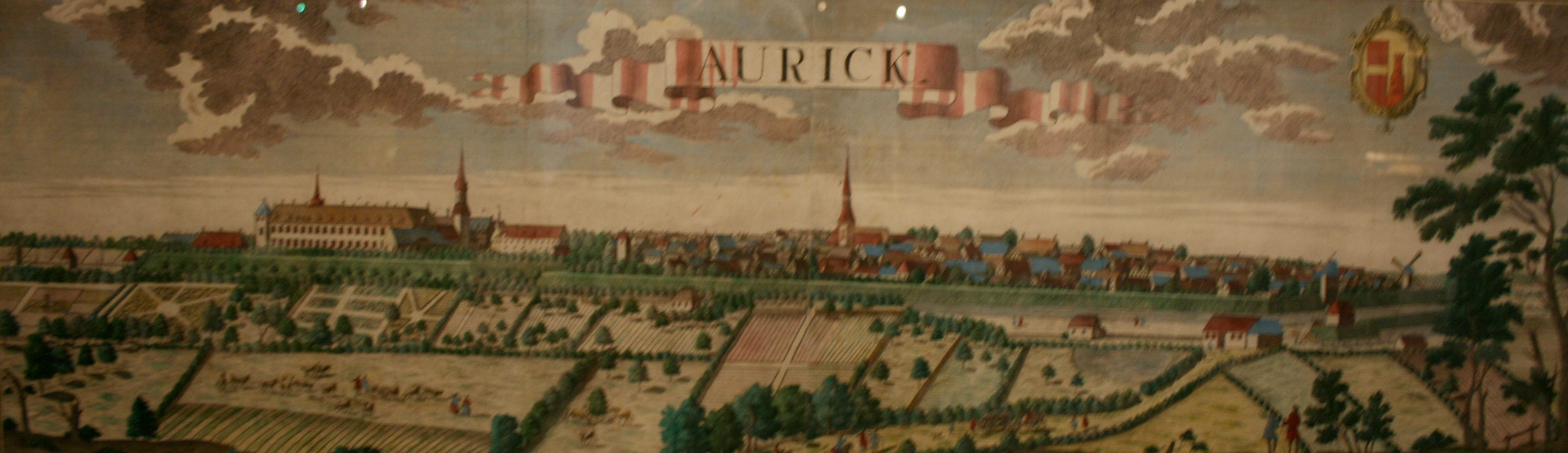
Schloss mit Julianenburg um 1729

Die Julianenburg ist ein historischer Park in der ostfriesischen Kreisstadt Aurich (Landkreis Aurich, Niedersachsen). Von dem um 1640 in unmittelbarer Nähe des Auricher Schlosses angelegten früheren fürstlichen Lustgarten mit Lustschloss sind heute nur noch Teile erhalten. Die ehemaligen Torpfeiler des Parks stehen seit 1976 am westlichen Eingang der Auricher Fußgängerzone.

## Beschreibung

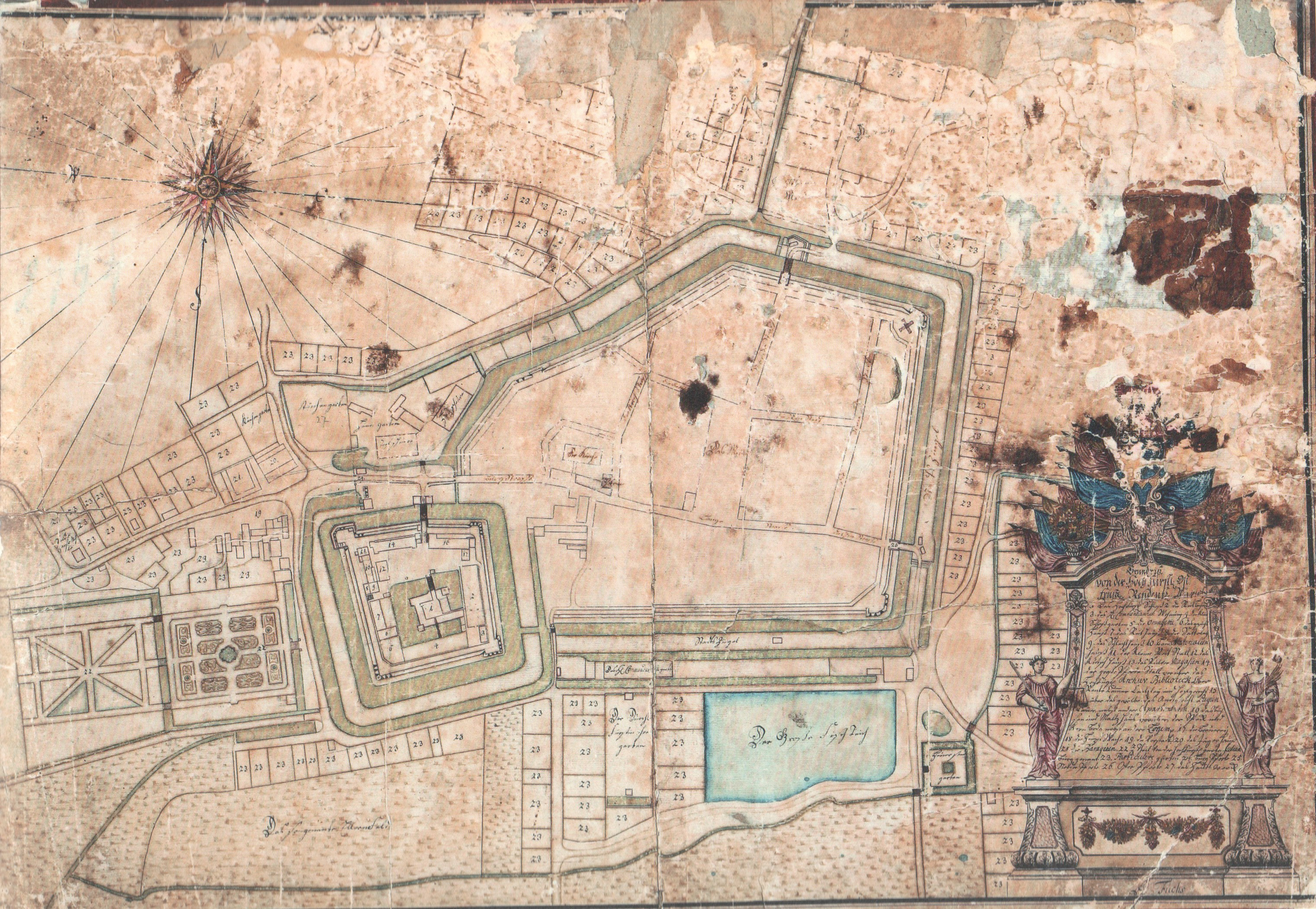
A. Fuchs: Grundriss von der Hochfürstlichen Residentz Aurich. Die Gliederung des Julianenparks in der Nähe des Schlosses ist am unteren linken Bildrand dargestellt.

Nach den Umbauarbeiten von Fürst Christian Eberhard reichte die Julianenburg in der Länge vom Schlosszingel bis zur heutigen Straße Grüner Weg. Der heutige Ems-Jade-Kanal und die Oldersumer Straße begrenzen das ehemalige Parkareal in der Breite. Jeweils drei durchgehende Längs- und Queralleen gliederten den Park in der Länge und Breite. Dazu kamen sich recht- und spitzwinklig schneidende, zehn Fuß hohe und beschnittene Heckenwege, die zum Teil geometrische Figuren bildeten. Die heutige Graf-Ulrich-Straße war die Hauptachse des ehemaligen Lustgartens.
Dem damaligen Zeitgeist entsprechend war der Park streng gestaltet. Die Grünanlage bestand aus drei Teilen. Der erste Bereich war quadratisch aufgeteilt. In seinem Zentrum einen Springbrunnen mit einer Merkurstatue sowie in jeder der vier Ecken jeweils eine weitere Statue. Dieser Teil des Parks reichte bis zu einem heute nicht mehr vorhandenen Wasserzug an der Westseite der heutigen Julianenburger Straße. Daran schloss sich ein großer Bereich an, dessen Wegegliederung sternförmig war. In dessen Zentrum befand sich ein Rondell mit sechs im Kreis aufgestellten Statuen. In diesem Areal soll sich auch der Irrgarten befunden haben. Der letzte Bereich bestand aus zwei Rechtecken und war von einer Halbmondförmigen Fasanerie abgeschlossen, die in einer buschreichen Umgebung lag. Obstbäume gab es vor allem im vorderen, dem Schloss zugewandten Bereich.

## Geschichte

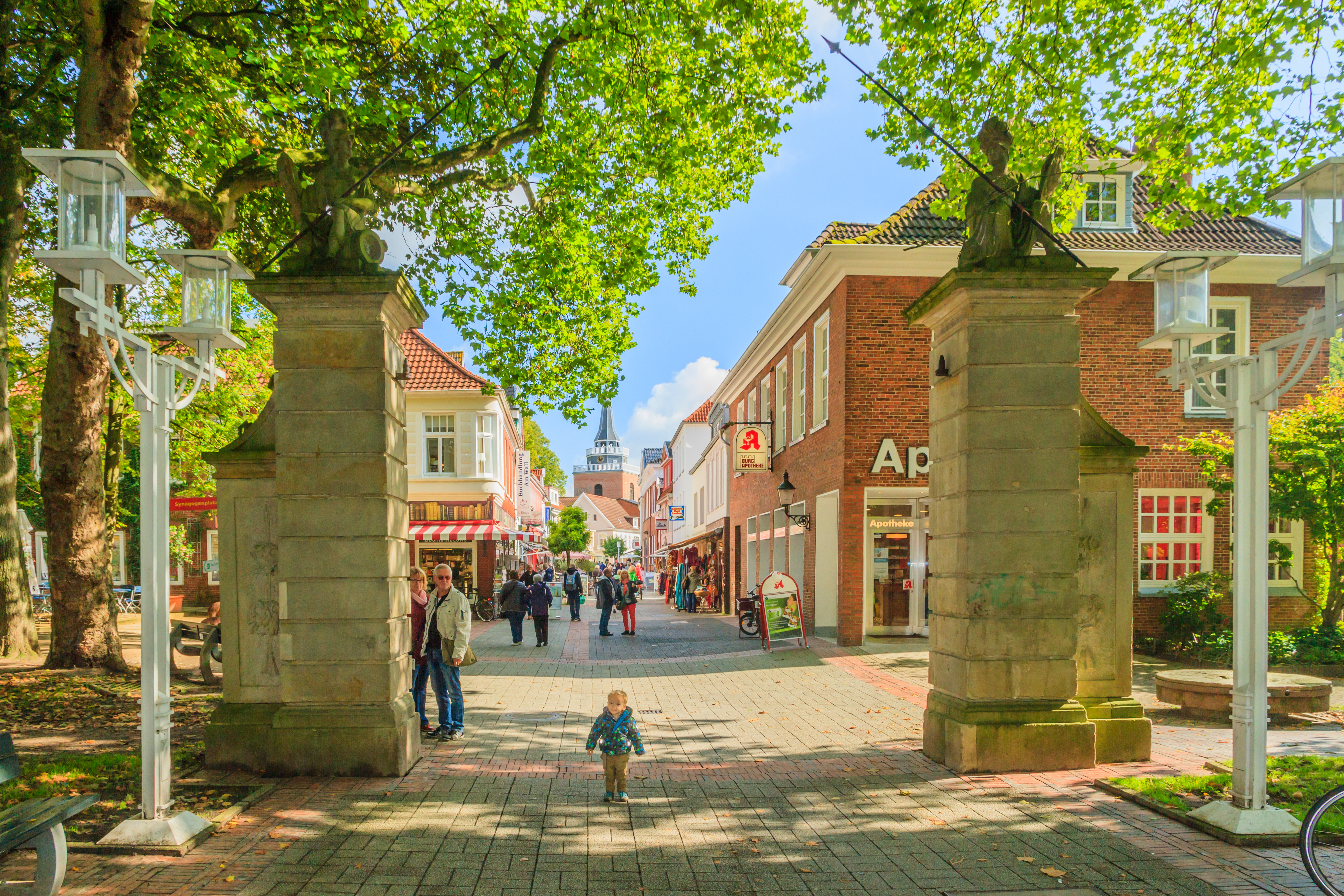
Die beiden Denkmale am westlichen Eingang der Fußgängerzone. Links ist Athene und rechts Bellona dargestellt.

Graf Ulrich II. ließ den Park um 1640 inmitten der Wirren des Dreißigjährigen Krieges zu Ehren seiner Frau Juliane an der Westseite des Auricher Schlosses anlegen. Fürst Christian Eberhard erweiterte die Gartenanlage im Jahre 1691 und gestaltete sie nach dem Vorbild der Parkanlagen von Schloss Versailles um. Er war es auch, der 1698 für den dem Schloss zugewandten Eingang ein großes Holzportal in Auftrag gab. Dieses maß 44 Fuß in der Breite und 33 Fuß in der Höhe. Es war grün, weiß sowie golden angestrichen und kostete 700 Holländische Gulden. Schon wenige Jahre später ließ der Fürst das Portal durch die bis heute erhaltenen historischen Torpfeiler ersetzen. Darauf sind Standbilder der römischen Kriegsgöttin Bellona mit dem ostfriesischen Wappen sowie der griechischen Friedens- und Kriegsgöttin Athene mit dem fürstlichen Monogramm C. E. auf dem Schild angebracht. Eine weitere Umgestaltung erfuhr der Park unter dem Fürsten Christian Eberhard.
Am 25. Mai 1744 starb Carl Edzard, der letzte ostfriesische Fürst aus dem Hause Cirksena. König Friedrich II. von Preußen machte daraufhin sein Nachfolgerecht geltend, das in der Emder Konvention geregelt war. Friedrich überließ Carl Edzards Witwe, Sophie Wilhelmine von Brandenburg-Kulmbach-Bayreuth, den gesamten Inneren Schlossbereich als Wohnung sowie die fürstlichen Gärten, also die Carolinen- und die Julianenburg zur freien Nutzung. In dieser Zeit wurde die Julianenburg vom Gartenbaumeister Reuter gepflegt. Dieser durfte dafür den Ertrag der Obstbäume behalten. Als Sophie Wilhelmine im Jahre 1749 starb, gab Reuter sein Amt auf, da die Ausgaben seinen Angaben zufolge die Einnahmen überstiegen. Der Garten verwilderte daraufhin im Verlauf des Siebenjährigen Krieges, in dessen Verlauf Ostfriesland mehrfach von fremden Truppen besetzt wurde. Nach dem Krieg hatte der König keine Verwendung für die im Vergleich zu seinen Berliner und Potsdamer Gärten eher bescheidene Julianenburg. Die Kriegs- und Domänenkammer vergab die Anlagen in Aurich daher Parzellenweise in Erbpacht. Heute ist der größte Teil des Areals überbaut. Erhalten sind Teile des Parks in unmittelbarer Nähe des Schlosses, sowie die historischen Torpfeiler, welche Fürst Christian Eberhard 1708 am Eingang des Parks aufstellen ließ. Sie zieren heute den Eingang zur Fußgängerzone. An den ehemaligen fürstlichen Lustgarten erinnern die Julianenburger Straße sowie der neue Julianenburger Park, der auf dem Grundstück eines Altenwohnheims angelegt wurde, das auf einem Teil des ehemaligen Lustgartens steht.